# Cyclosa maritima
Cyclosa maritima är en spindelart som beskrevs av Akio Tanikawa 1992. Cyclosa maritima ingår i släktet Cyclosa och familjen hjulspindlar. Inga underarter finns listade i Catalogue of Life.